# Sture Almerud
Sten Sture Almerud, född 21 januari 1928 i Östersund, död 24 november 2006 i Upplands Väsby, var en svensk jurist. Han var bror till Bertil Almerud.
Almerud var uppvuxen och gick i skola i Östersund. Han studerade juridik vid Uppsala universitet, där han avlade juris kandidatexamen 1954. Almerud genomförde tingstjänstgöring i Härnösand 1954–1956. Han blev fiskal i Svea hovrätt 1957 och var därefter vattenrättssekreterare i Östersund 1958–1962. Almerud blev assessor i hovrätten 1964 (adjungerad ledamot 1962). Han var tillförordnad rådman i Umeå rådhusrätt 1964–1966 och biträdande vattenrättsdomare i Vänersborg 1967–1968. Almerud var ordförande i hyresnämnderna i Stockholms, Uppsala och Gotlands län 1969–1972 och ställföreträdande ordförande och ordförande på avdelning i koncessionsnämnden för miljöskydd 1972–1993. Han blev hovrättsråd i Svea hovrätt 1976.